# Liste des monuments historiques de Briançon
Ce tableau présente la liste de tous les monuments historiques classés ou inscrits dans la ville de Briançon, Hautes-Alpes, en France.

## Liste
| Monument                                       | Adresse                                                  | Coordonnées                      | Notice         | Protection     | Date      | Illustration                                   |
| ---------------------------------------------- | -------------------------------------------------------- | -------------------------------- | -------------- | -------------- | --------- | ---------------------------------------------- |
| Chapelle des Pénitents noirs de Briançon       | 7 rue du Pont-d'Asfeld                                   | 44° 53′ 55″ nord, 6° 38′ 39″ est | « PA00080525 » | Inscrit        | 1973      | Chapelle des Pénitents noirs de Briançon       |
| Chapelle des Pénitents de Forville             | 39, chemin de Forville                                   | 44° 54′ 44″ nord, 6° 37′ 18″ est | « PA05000020 » | Inscrit        | 2015      | Image manquante Téléverser                     |
| Communication Y                                |                                                          | 44° 53′ 32″ nord, 6° 39′ 05″ est | « PA00080527 » | Classé Inscrit | 1989      | Communication Y                                |
| Couvent des Récollets de Briançon              | 3bis rue du Pont-d'Asfeld                                | 44° 53′ 57″ nord, 6° 38′ 38″ est | « PA00080526 » | Inscrit        | 1978      | Couvent des Récollets de Briançon              |
| Église des Cordeliers de Briançon              |                                                          | 44° 53′ 54″ nord, 6° 38′ 38″ est | « PA00080529 » | Classé         | 1982      | Église des Cordeliers de Briançon              |
| Église Notre-Dame-et-Saint-Nicolas de Briançon |                                                          | 44° 54′ 01″ nord, 6° 38′ 34″ est | « PA00080528 » | Classé         | 1931      | Église Notre-Dame-et-Saint-Nicolas de Briançon |
| Fontaine des Soupirs                           | Rue de la Grande-Gargouille                              | 44° 53′ 58″ nord, 6° 38′ 36″ est | « PA00080530 » | Inscrit        | 1930      | Fontaine des Soupirs                           |
| Fort d'Anjou                                   |                                                          | 44° 53′ 18″ nord, 6° 39′ 35″ est | « PA00080531 » | Inscrit        | 1986      | Fort d'Anjou                                   |
| Fort Dauphin                                   |                                                          | 44° 53′ 54″ nord, 6° 39′ 28″ est | « PA05000013 » | Classé         | 2007      | Fort Dauphin                                   |
| Fort du Randouillet                            |                                                          | 44° 53′ 20″ nord, 6° 39′ 08″ est | « PA00080532 » | Classé Inscrit | 1989      | Fort du Randouillet                            |
| Fort des Salettes                              |                                                          | 44° 54′ 18″ nord, 6° 39′ 06″ est | « PA00080533 » | Classé Inscrit | 1989      | Fort des Salettes                              |
| Fort des Têtes                                 |                                                          | 44° 53′ 43″ nord, 6° 39′ 04″ est | « PA00080534 » | Classé Inscrit | 1989      | Fort des Têtes                                 |
| Fortifications de Briançon                     |                                                          | 44° 53′ 56″ nord, 6° 38′ 30″ est | « PA00080536 » | Inscrit Classé | 1987 1990 | Fortifications de Briançon                     |
| Fortifications de Briançon                     |                                                          | à géolocaliser                   | « PA00080535 » | Classé         | 1979      | Fortifications de Briançon                     |
| Maison                                         | 37 rue de la Grande-Gargouille                           | 44° 53′ 58″ nord, 6° 38′ 36″ est | « PA00080537 » | Inscrit        | 1932      | Maison                                         |
| Maison du Temple                               | 4 place du Temple 2 rue Docteur-Vagnat                   | 44° 54′ 00″ nord, 6° 38′ 35″ est | « PA00080539 » | Inscrit        | 1982      | Maison du Temple                               |
| Maison des Têtes                               | Ville haute, Grande-Rue 13 10 rue du Temple              | 44° 54′ 01″ nord, 6° 38′ 37″ est | « PA05000008 » | Inscrit        | 1998      | Maison des Têtes                               |
| Palais de justice de Briançon                  | 49 rue de la Grande-Gargouille 1 place du Corps-de-Garde | 44° 53′ 56″ nord, 6° 38′ 35″ est | « PA00080538 » | Classé         | 1994      | Palais de justice de Briançon                  |
| Pont d'Asfeld                                  |                                                          | 44° 53′ 56″ nord, 6° 38′ 50″ est | « PA00080540 » | Classé         | 1988      | Pont d'Asfeld                                  |
| Redoute du Point du Jour                       |                                                          | 44° 53′ 21″ nord, 6° 39′ 39″ est | « PA00080541 » | Inscrit        | 1986      | Image manquante Téléverser                     |
| Téléphérique de Terre Rouge                    |                                                          | 44° 52′ 39″ nord, 6° 41′ 07″ est | « PA05000010 » | Inscrit        | 2003      | Téléphérique de Terre Rouge                    |